# Konkrete Utopie
Konkrete Utopie ist ein von dem Philosophen Ernst Bloch gebildeter Begriff, mit dem der Zustand nach einer real möglichen Gesellschaftsveränderung gemeint ist.

## Weiterentwicklung der marxistischen Utopie-Kritik
Ernst Bloch hat den Begriff Konkrete Utopie als Reaktion auf die Kritik der Utopie durch den  Marxismus entwickelt. Karl Marx und Friedrich Engels hatten den Frühsozialismus dahingehend kritisiert, er könne die Welt nur auf den Kopf stellen, lediglich abstrakte Utopien entwerfen. Diese Welt müsse aber auf die Füße gestellt werden: Gesellschaftlicher Fortschritt laut Engels werde ausführbar nicht durch die gewonnene Einsicht, daß das Dasein der Klassen der Gerechtigkeit, der Gleichheit etc. widerspricht, nicht durch den bloßen Willen, diese Klassen abzuschaffen, sondern durch gewisse neue ökonomische Bedingungen.
Bloch will der Verallgemeinerung einer solchen Kritik auf jegliche Utopien entgegentreten, die Vielfalt des Utopischen aufzeigen und insbesondere die Unerlässlichkeit sozialutopischer Antizipationen im Kontext marxistischer Praxis geltend machen.
Die konkrete Utopie setzt die Marxsche Ökonomiekritik voraus und bezieht sich insbesondere seit Anfang der dreißiger Jahre positiv auf die Arbeiterbewegung und die kommunistische Partei als Subjekte einer konkret utopischen Praxis.

## Utopie als reale Möglichkeit
Die dem Begriff Utopie in abwertender Alltagsredeweise anhaftende Bedeutung des Unrealisierbaren wird durch das Adjektiv „konkret“ ins Gegenteil verkehrt. Dieses Gegenteil heißt laut Bloch jedoch nicht keine Utopie, denn das ergäbe Ökonomismus, sondern konkret werdende Utopie. Konkrete Utopie ist der Prozess der Verwirklichung, in dem die näheren Bestimmungen des Zukünftigen tastend und experimentierend hervorgebracht werden.
Der konkreten Utopie Ernst Blochs entspricht eine Haltung des militanten Optimismus. Dem Pessimismus auf der einen Seite sowie dem ruchlosen, ungeprüften Optimismus, sei eine Haltung der Hoffnung gegenüberzusetzen, die jedoch eine geprüfte sei. Hier spricht Bloch auch vom Optimismus mit Trauerflor. Ernst Bloch führt als Beispiel für die konkrete Utopie eine Parole aus den Bauernkriegen an:
Geschlagen ziehen wir nach Haus –
unsere Enkel fechtens besser aus!
Reale Möglichkeit ist für Bloch ein Synonym für Prozess-Materie, die sich dialektisch weiterentwickele. In der Vermittlung von Theorie und Praxis, die sich gegenseitig zu überprüfen hätten, entstünde die Konkrete Utopie. Darüber hinaus habe utopische Hoffnung einen eschatologischen Kern. Mit Karl Marx argumentiert Bloch, dass die Geschichte der Menschheit bislang nur Vorgeschichte sei und noch gar nicht begonnen habe. Die Welt als Experiment, erläutert in Blochs Alterswerk Experimentum Mundi, entstanden 1972 bis 1974, habe eine Richtung. Bloch untersuchte die Religionen, allen voran das Christentum nach ihren Hoffnungsgehalten. In der Religion, aber auch in der Kunst und der Musik zeige sich ein Vorschein auf eine bessere Welt, die Bloch auch als Heimat bezeichnet.  

„Es geht um den Umbau der Welt zur Heimat, ein Ort, der allen in der Kindheit scheint und worin noch niemand war.“

„Ich bin. Wir sind. Das ist genug. Nun haben wir zu beginnen. In unsere Hände ist das Leben gegeben. Für sich selber ist es längst schon leer geworden. Es taumelt sinnlos hin und her, aber wir stehen fest, und so wollen wir ihm seine Faust und seine Ziele werden.“